# Hans Strobel (Architekt)

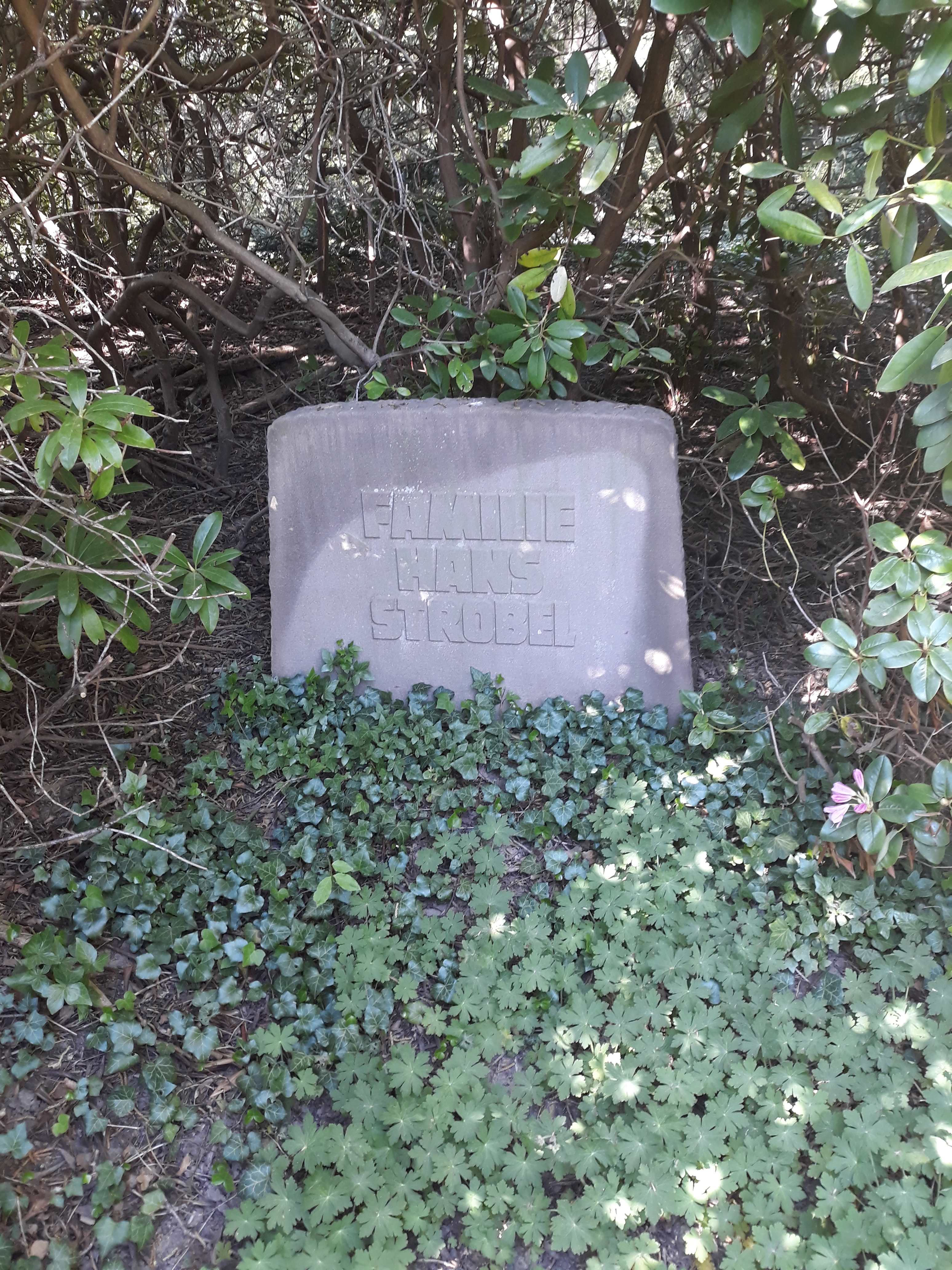
Das Grab von Hans Strobel im Familiengrab auf dem Hauptfriedhof Dortmund.

Hans Strobel (* 26. Februar 1881 in Weiden in der Oberpfalz; † 6. Februar 1953 in Dortmund) war ein deutscher Architekt und Stadtplaner.

## Biografie
Strobel nahm ein Architekturstudium an der Technischen Hochschule München auf, arbeitete während dieser Zeit schon selbstständig als Architekt und schloss das Studium 1907 mit Auszeichnung ab. Danach arbeitete er bis 1910 als Angestellter in einem Architekturbüro und in städtischen Diensten in Bremen, wo er sich mit Fragen der Stadterweiterung befasste. Von 1910 bis 1914 leitete er für viereinhalb Jahre das Stadterweiterungsamt der Stadt Leipzig. Im Oktober 1914 ging er als Magistratsbaurat für Hochbau und Baupolizei nach Dortmund. Nach einem knappen Jahr wurde er dort zum Stadtbaurat gewählt, diese Stelle wurde 1927 nach kontroversen Diskussionen durch einen Mehrheitsbeschluss der städtischen Gremien eingespart. Strobel schied aus dem Dienst und arbeitete von da an bis 1948 freiberuflich als Architekt in Dortmund.
Von Strobel als Stadtbaurat in Dortmund initiierte und durchgeführte Bauprojekte sind das Volksbad Dortmund, das Stadion Rote Erde, der Hauptfriedhof Dortmund, der Volkspark Dortmund sowie die Westfalenhalle. 

## Ehrungen, Auszeichnungen
- 1912 wurde Strobel der Königlich Sächsische Staatspreis verliehen.
- Er war Ehrenmitglied der Deutschen Akademie für Städtebau und Landesplanung.
- Die Stadt Dortmund benannte die Strobelallee nach ihm.